# Whitney Engen
Whitney Engen (Torrance, 28 novembre 1987) è un'ex calciatrice statunitense, di ruolo difensore.

## Palmarès

### Calcio universitario
- NCAA Women's Soccer Championship: 3

North Carolina Tar Heels: 2006, 2008, 2009

### Club
- United Soccer Leagues W-League: 1

Pali Blues: 2009
- Women's Professional Soccer: 1

Western New York Flash: 2011
- Campionato inglese: 1

Liverpool: 2013

### Nazionale
- Campionato mondiale femminile di calcio: 1

2015
- CONCACAF Women's Championship: 1

2014
- Algarve Cup: 3

2011, 2013, 2015
- SheBelieves Cup: 1

2016